# انجیرک (استهبان)
انجیرک ، روستایی از توابع بخش مرکزی شهرستان استهبان در استان فارس ایران است.

## جمعیت
این روستا در دهستان ایج قرار دارد و براساس سرشماری مرکز آمار ایران در سال ۱۳۸۵، جمعیت آن ۵۲۴ نفر (۱۲۳خانوار) بوده‌است.